# Philip Catherine
Philip Catherine (London, 1942. október 27. –) belga dzsesszgitáros.

## Pályakép
Csak 17 éves korában kezdte a profi gitározást.
Olyan művészekkel zenélt, mint Lou Bennett, Dexter Gordon, Jean-Luc Ponty, Chet Baker, Tom Harrell és még sok mindenkivel. Charles Mingus „Young Django”-nak nevezte.
A belga gitáros – legendás európai dzsessz-zenész.

## Lemezválogatás
- September Man (1974)
- Guitars (1975)
- Young Django (1978)
- Sleep My Love (1979)
- Babel (1980)
- End of August (1982)
- Transparence (1986)
- September Sky (1988)
- Art of the Duo (1991)
- Moods, Vol. 1 (1992)
- Blue Prince (2000)
- The Great Concert (2009)
- New Folks (2014)
- The String Project – Live in Brussels (2015)
- La belle vie (2019)
- Manoir de mes rêves (2019)

## Díjak
- Officer of the Order of the Crown (2004)
- Bird Award
- octave d'honneur (2008)